# Aderus beccarii
Aderus beccarii es una especie de coleóptero de la familia Aderidae. Fue descrita científicamente por Maurice Pic en 1900.

## Distribución geográfica
Habita en Célebes (Indonesia).